# Syscia valenzuelai
Syscia valenzuelai (лат.) — вид муравьёв рода Syscia из подсемейства Dorylinae (Formicidae). 

## Распространение
Встречаются в Центральной Америке: Мексика (Veracruz), Гондурас.

## Описание
Мелкие муравьи красно-коричневого цвета (длина около 3 мм). Ширина головы рабочих 0,51—0,54 мм, длина головы 0,61—0,66 мм. Отличаются следующими признаками: субпетиолярный отросток разнообразной формы, у самой северной популяции в Сьерра-де-лос-Тустлас, почти треугольной формы, со слабым или отсутствующим задним зубцом, в других популяциях более трапециевидный, с отчетливым задним углом, но никогда не развивался как зубец; AIV сверху со слабо выпуклыми сторонами. Стебелёк двухчлениковый, но явные перетяжки между следующими абдоминальными сегментами отсутствуют. Проното-мезоплевральный шов развит. Оцеллии отсутствуют, сложные глаза редуцированные. Нижнечелюстные щупики рабочих 2-члениковые, нижнегубные щупики состоят из 2 сегментов. Средние и задние голени с одной гребенчатой шпорой. Обнаружены в подстилочном лесном слое. Вид был впервые описан в 2021 году американским мирмекологом Джоном Лонгино и немецким энтомологом Майклом Бранстеттером.